# Wolfgang Walkensteiner
Wolfgang Walkensteiner (* 1949 in Klagenfurt) ist ein österreichischer Maler.

## Leben
Wolfgang Walkensteiner wurde 1949 in Klagenfurt geboren.
1967 bis 1968 studierte er an der Akademie für angewandte Kunst in Wien Architektur bei Norbert Schlesinger, 1968 bis 1973  an der Akademie der bildenden Künste in Wien bei Max Weiler. 1974 erhielt er das Österreichische Staatsstipendium  für bildende Kunst.
In seinen Bildern zwischen 1974 und 1975 setzte sich Walkensteiner intensiv mit der Kunst Weilers auseinander. „Gemälde wie Morgenbaum, Im Dickicht, oder Die Nacht des Baumes übernehmen ebenso wie die im Weiß des Papiers schwebenden Aquarelle thematisch als auch im malerischen  Duktus die künstlerische Formensprache der charakteristischen Landschaftsbilder Weilers.“- Silvie Steiner
Auf der 37. Biennale in Venedig war Walkensteiner 1976  mit seinem Gemälde „Die Nacht des Baumes“ vertreten, Deutschland  mit der Installation „Straßenbahnhaltestelle/ Tram Stop/ Fermata del Tram“ (1961–1976) von Joseph Beuys.
Zwischen 1976 und 1980 widmete sich Walkensteiner Installationen und Arbeiten, die einen Raumbezug aufweisen. In der  Serie „Interieurs“ (1977–1978) bediente er sich noch der  zweidimensionalen Bildfläche, ein Jahr später entstanden bereits Objektinstallationen. „Neben Eindrücken durch die Auseinandersetzung mit der Kunst Joseph Beuys' und  Marcel Duchamps finden sich in diesen Arbeiten auch Überlegungen einer gestischen, aktionistischen Position.“ -Silvie Steiner 1980 kehrte er wieder zur Malerei zurück. In seinen Selbstporträts der Serie „Triangel, caput mortuum - eine geheime Anatomie“ löste sich Walkensteiner endgültig von der Formensprache Weilers.
Der Hintergrund seiner figurativen Malerei blieb bis Mitte der 1990er Jahre meist einfärbig. Die Figuren setzen sich deutlich vom Hintergrund ab. Ende der 1990er Jahre lösen sich die Figuren teilweise im Malgrund auf, der Hintergrund ist von stärkerem malerischem Interesse.
Seit 1972 ist Walkensteiner Mitglied des Kunstvereins Kärnten, seit 1994 Mitglied der Gesellschaft bildender Künstler in Wien.
2000 bis 2002 war er Kulturbeirat für Bildende Kunst des Landes Kärnten. 2000 bis 2009 Vizepräsident des Kunstvereins Kärnten.
Als Hommage an den 2009 verstorbenen Schriftsteller Gert Jonke installierte Walkensteiner im Robert-Musil-Literatur-Museum in Klagenfurt seine Arbeit Der ferne Klang in Form von 9 Bildtafeln.
Walkensteiner lebt und arbeitet in Wien.

## Preise
- 1972 Silberne Füger-Medaille für Graphik, Wien
- 1972 Paul Troger-Preis für Malerei, Wien
- 1972 Dreiländerbiennale INTART, Udine, 1. Preis
- 1972 Grand Concours International de Peinture, Musée 2000 Luxemburg, Ankaufspreis
- 1973 Förderungspreis für bildende Kunst des Landes Kärnten
- 1973 Goldene Füger-Medaille für Graphik, Wien
- 1973 Akademie der bildenden Künste, Wien, Meisterschulpreis
- 1975 Dr. Leopold Goess Preis für bildende Kunst

## Personalausstellungen
- 1971 Galerie M 59, Graz
- 1977 Galerie auf der Stubenbastei, Wien
- 1986 Atelier 2000, Wien
- 1986 Galerie BINZ 39, Zürich
- 1996 Städtische Galerie, Lienz
- 2000 Galerie Hofstätter, Wien
- 2002 Galerie Peithner-Lichtenfels, Wien
- 2005 Gorenski Muzej, Kranj, Slowenien
- 2005 Galerija Prešernove Hiše, Kranj, Slowenien
- 2005 Galerija V Mestni Hiši, Kranj, Slowenien
- 2005 Mala Galerija Kranj, Slowenien
- 2007 „Verkörperung“, Galerie Elisabeth Michitsch, Wien
- 2009 „manische massen“, Künstlerhaus Wien, Wien
- 2009 „G wie Jonke“, Literaturmuseum, Klagenfurt
- 2011 „mahler cometix“, Musikforum Viktring, Klagenfurt
- 2012 „OGU“, Sala Terrena im Heiligenkreuzerhof, Wien
- 2013 Center of Contemporary Art M17, Kiew
- 2013 Kunsthalle Eurogold, Zhitomir (UKR)
- 2014 „Liebe Grüße aus Tel Aviv“, Israel
- 2015 „ce soir“, forum mozartplatz, Wien
- 2015 „so gut wie nichts“, MMKK Museum moderner Kunst Kärnten, Klagenfurt
- 2017 „ORT UND STELLE“, Palais de Beaux Arts BOZAR, Brüssel
- 2018 Galerie du Tableau, Marseilles
- 2018 Kunstraum Lindenhof, Raabs-Thaya
- 2018 „dieser unruhige Grund, bisweilen“, Rudolfiner Privatklinik, Wien
- 2019 „DIRECTOR´s CUT“, Spiegelsaal of the Carinthian Goverment, Klagenfurt
- 2019 Arbeiten aus dem Werkblock „DIRECTOR´s CUT“, Amthof Feldkirchen, Feldkirchen
- 2020 „nichts was man sieht“ Stadtgalerie, Wiener Neustadt
- 2020 Kunsthalle Leoben, Leoben
- 2023 Bildraum Bodensee

## Ausstellungsbeteiligungen
- 1972 Dreiländerbiennale INTART, Udine
- 1972 Musée 2000, Luxemburg
- 1976 37. Biennale di Venezia, Italien
- 1980 „Correcti Altudi – 10 Artisti della Carincia“, Österreichisches Kulturinstitut in Rom
- 1982 Institut Autrichien, Paris
- 1991 Cité des Arts Internationales, Paris
- 1994 Taidemuseo, Lapinlahden, Finnland
- 1998 Cité Internationale des Arts, Paris
- 2001 Salon d'Automne, Paris
- 2002 Biennale Intart, Ljubljana, Slowenien
- 2005 „Gefährten“, Galeria Prisma, Bozen, Italien
- 2007 „vertauscht.2“, K/haus Galerie, Künstlerhaus Wien
- 2009 „Der ferne Klang“, Hommage an Gert Jonke, Robert-Musil-Literatur-Museum Klagenfurt
- 2010 Foundation of the First President of the Republic of Kazakhstan, Almaty (KAS)
- 2011 fokus sammlung 02. ANSICHTSSACHEN. Menschenbilder, Museum Moderner Kunst Kärnten, Klagenfurt
- 2013 Cover-up_curated by Anthony Hudek, Liverpool Tate Gallery, Galerie Krinzinger, Wien
- 2013 fokus sammlung 04. TIERE, Museum Moderner Kunst Kärnten, Klagenfurt
- 2014 Museum Angerlehner, Wels
- 2014 WienOne by Galerie Robert Weber, München, brick-5, Wien
- 2014 TwinTownArt 1 Klagenfurt – Dachau „Erinnern“, Alpen-Adria-Galerie, Klagenfurt
- 2015 Brennende Fragen, Künstlerhaus Wien
- 2015 TwinTownArt 2 – Dachau „Erinnern“, Künstlervereinigung, Dachau
- 2016 Augen-Blicke, Museum Liaunig, Neuhaus | Suha (AUT)
- 2018 „Umrahmung schräg gekippt. Die Sammlung Liaunig in Bewegung“, Museum Liaunig, Neuhaus/Suha (AUT)
- 2019 „Der Zukunft herzlichst gewidmet“, Museum Liaunig, Neuhaus/Suha (AUT)

## Werke im öffentlichen Besitz
- Sammlung der Stadt Wien
- Bundesministerium für Kunst, Wien
- Kärntner Landesgalerie
- Museum Moderner Kunst Kärnten MMKK, A
- Sammlung Stadt Klagenfurt
- Sammlung Stadt Villach
- Sammlung Stadt Lienz
- Mestna Galerija, Ljubljana, SLO
- Mestna-Galerija, Laibach
- Neue Galerie am Landesmuseum Joanneum, Graz
- Österreichische Galerie, Oberes Belvedere Wien
- Kastejev-Museum, Almaty, KAS
- Museum Liaunig, Neuhaus | Suha, A
- Sammlung Bernhard und Elisabeth Hainz, Wien, A